# Gornja Rašenica
Gornja Rašenica – wieś w Chorwacji, w żupanii bielowarsko-bilogorskiej, w mieście Grubišno Polje. W 2011 roku liczyła 89 mieszkańców.